# Mohammed Abdel Wahab
Mohamed Abdel Wahab, Mohamed Abd El-Wahhab o Muhàmmad Abd-al-Wahhab (àrab: محمد عبد الوهاب, Muḥammad ʿAbd al-Wahhāb) (el Caire, Egipte, 13 de març de 1898 - 4 de maig de 1991), va ser un destacat cantant, actor i compositor egipci del segle xx. És conegut sobretot per les seves cançons romàntiques i patriòtiques.
Entre les seves cançons patriòtiques, de caràcter nacionalista i revolucionari, destaquen especialment «يا مصر تم الهنا» (‘Oh Egipte, heus ací la felicitat’), «حى على الفلاح» (‘La crida del deure’), «الوطن الأكبر» (‘La més gran pàtria’), «مصر ناديتنا» (‘Egipte ens ha trucat’), «قولوا لمصر تغنى معايا» (‘Digues a Egipte que canti amb mi’), «حب الوطن» (‘L'amor a la nació’), «صوت الجماهير» (‘La veu de les masses’), «يا نسمة الحرية» (‘Oh, alè de la llibertat’), «سواعد من بلادي» (‘Braços del meu país’).
També va compondre l'himne nacional del Regne de Líbia, adoptat de 1951 a 1969, i adoptat de nou des de 2011 per l'Estat de Líbia.

## Vida

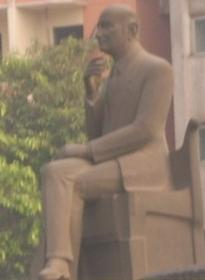
Estàtua del cantant i compositor egipci Mohammed Abdel Wahab a la plaça Bab El-Shariya, el Caire

Mohamed Abdel Wahab va néixer l'any 1902 al Caire, Egipte, al barri de Bab El-Sheriyah, on ara hi ha una estàtua seva. Va començar la seva carrera de cantant a una edat primerenca i va fer les seves primeres actuacions públiques als set anys, en produccions locals. Tenia tretze anys quan va fer el seu primer enregistrament sonor.
Mohamed Abdel Wahab va ser amic íntim del seu compatriota i cantant Abdel Halim Hafez.

## Carrera cinematogràfica

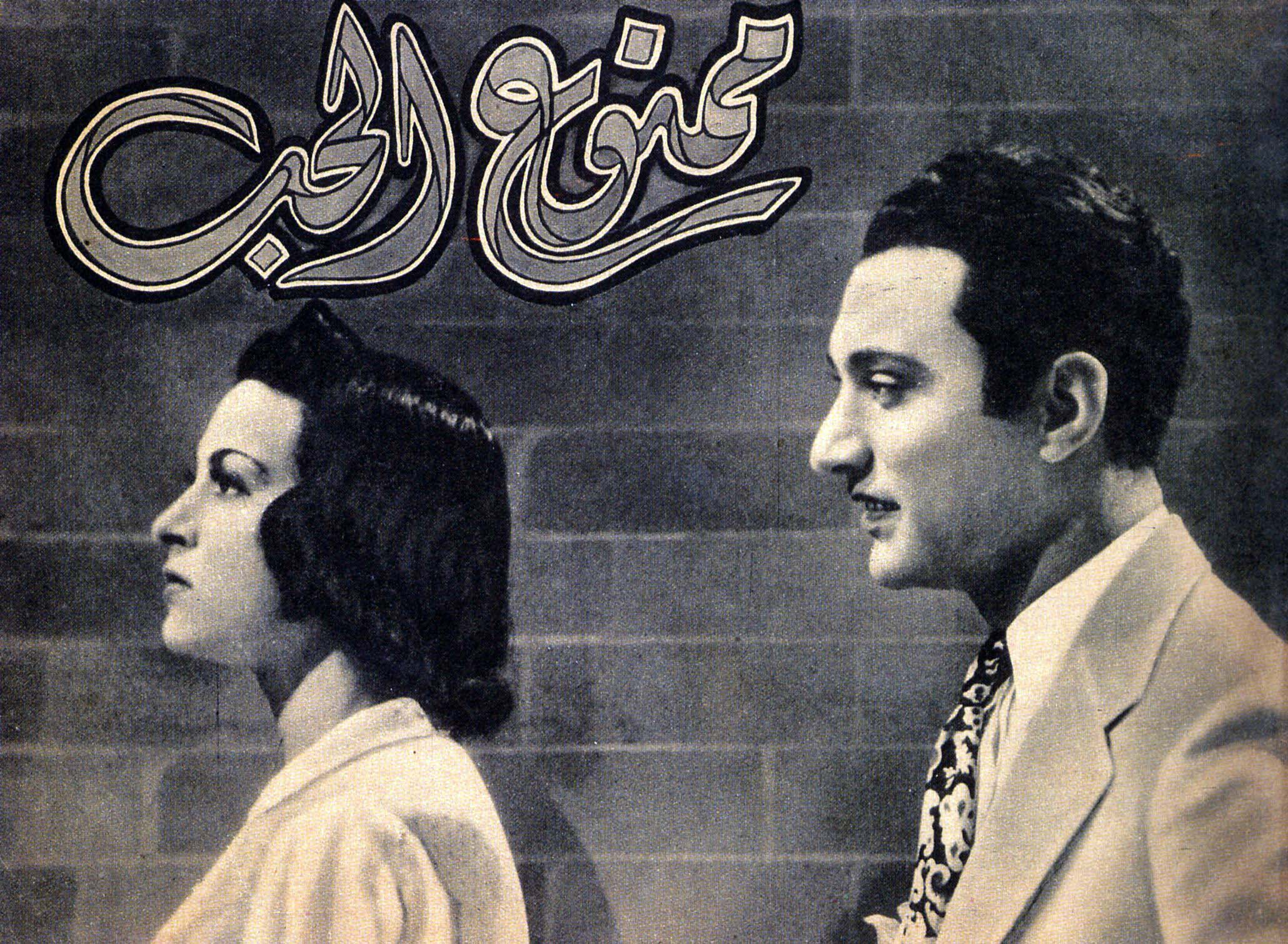
Cartell de la pel·lícula egípcia ممنوع الحب, ‘Prohibit estimar’ (1942)

Després de visitar París i familiaritzar-se amb el cinema musical francès, el 1933 Abdel Wahab va començar a compondre música per a cinema amb un estil propi. Va ser l'introductor d'un estil lleuger i alegre de cinema musical en la cultura egípcia, arribant a compondre vuit comèdies musicals entre 1933 i 1949. Les seves pel·lícules retrataven l'elit social occidentalitzada i incloïen música que s'allunyava del so tradicional egipci.
També va fer d'actor. El 1934 va protagonitzar la seva primera pel·lícula, La flor blanca, que va batre rècords d'assistència i que encara es projecta amb freqüència als cinemes egipcis. El 1950 Abdel Wahab va deixar el cinema per centrar-se en la seva carrera musical.

## Contribució a la música egípcia i àrab
Abdel Wahab va compondre més de 1.820 cançons. Abdel Wahab és considerat un dels músics egipcis més innovadors de tots els temps, posant les bases d'una nova època de la música egípcia amb l'ús de ritmes forans i una forma refinada de tocar l'ud.
Malgrat que Abdel Wahab va compondre moltes cançons i peces instrumentals seguint els cànons de la música àrab clàssica, va ser força criticat per la seva orientació cap a la música occidental. El cert és que va saber introduir ritmes occidentals sense arribar a trencar amb les formés clàssiques de la cançó egípcia. Així, per exemple, el 1941, va introduir un ritme de vals a la seva cançó «الجندول» (‘La góndola’) i, el 1957, va introduir un ritme de rock and roll a la cançó d'Abdel Halim Hafez «يا قلبى ياخالى» (‘Oh, mon cor! oh, mon germà!’).
Va compondre per a alguns dels millors cantants de música egípcia i àrab del seu temps, com Abdel Halim Hafez, Nagat El Saghira, per a qui va musicar quatre poemes de Nizar Qabbani, o Umm Kulthum, per a qui va compondre deu cançons. També va compondre cançons per a la icona libanesa Fairuz, a qui va anomenar «la nostra ambaixadora de les estrelles», i va declarar, a la dècada dels anys 1950, que ell era el líder del seu club de fans al Caire.

## Mort
Mohamed Abdel Wahab va morir d'un ictus a la seva ciutat natal, el Caire, el 4 de maig de 1991.

## Llegat
Abdel Wahab va ser fonamental per encetar una nova era de la música egípcia, de gran influència tant a la seva terra natal com a tot el món àrab. També va deixar una empremta al món occidental exposant la música egípcia a les tradicions populars i clàssiques occidentals.
Va compondre «ليبيا ليبيا ليبيا» (‘Líbia, Líbia, Líbia’), l'himne de Líbia.

## Homenatge
El 13 de març de 2012, Google va celebrar el seu 110è aniversari amb un Google Doodle.

## Filmografia
Com a actor:
- الوردة البيضاء, La rosa blanca (1933)
- دموع الحب, Les llàgrimes d'amor (1936)
- يحيا الحب, Visca l'amor (1937)
- يوم سعيد, Un dia feliç (1939)
- ممنوع الحب, Prohibit estimar (1942)
- رصاصة في القلب, Una bala al cor (1944)
- لست ملاكا, No soc un àngel (1947)
- غزل البنات, El coqueteig de les noies (1949)

## Honors

### Honors nacionals egipcis
| Barra de cinta                           | Honor                                             |
| ---------------------------------------- | ------------------------------------------------- |
| EGY Order of the Nile – Grand Cordon BAR | Gran Cordó de l'Orde del Nil                      |
|                                          | Comandant de l'Orde de la República Àrab d'Egipte |
|                                          | Gran Creu de l'Orde del Mèrit                     |

### Honors estrangers
| Barra de cinta                       | País     | Honor                                                           |
| ------------------------------------ | -------- | --------------------------------------------------------------- |
|                                      | Jordània | Gran Cordó de l'Orde Suprem del Renaixement                     |
|                                      | Líban    | Comandant de l'Orde Nacional del Cedre                          |
| Order of the Grand Conqueror (Libya) | Líbia    | Collar de l'Orde Nacional de Líbia                              |
|                                      | Marroc   | Gran Creu de l'Orde de Ouissam Alaouite                         |
|                                      | Oman     | Primera classe de l'Orde d'Oman                                 |
|                                      | Síria    | Gran Cordó de l'Orde del Mèrit Civil de la República Àrab Síria |
|                                      | Tunísia  | Gran Cordó de l'Orde de la República de Tunísia                 |